# Retrato de Maximiliano II Stampa
El Retrato de Massimiliano II Stampa es un pintura al óleo sobre tela, con 136,8 cm x 71,5 cm, de Sofonisba Anguissola, de hacia 1558 y conservada en el Walters Art Museum de Baltimore, Estados Unidos.

## Historia
Antaño atribuido a Giovanni Battista Moroni (quizás por su estilo parecido a El caballero de negro del mismo autor), el lienzo es una de las más importantes comisiones recibidas por Sofonisba Anguissola, una de las primeras mujeres pintoras del manierismo italiano. El cuadro representa a Massimiliano II Stampa, III marqués de Soncino. El retrato fue encargado por la familia para conmemorar la adopción del título y herencia a la muerte de su padre en 1557. El niño tiene unos nueve años y en él se ven claramente todas las influencias en la moda y la retratística de la dominación española en Lombardía, además de la pose, aristocráticamente fría, con signos alegóricos del éxito social, riqueza e inaccesibilidad.
El niño es aquí retratado por primera vez en su vida y en una situación insólita: la artista, a pesar de la corta edad del modelo, lo muestra en una majestuosa postura de adulto, en el acto de apoyarse en una columna. Viste de negro con una espada al costado. El color del atuendo se debe probablemente al luto por la muerte del padre Hermes I, acaecida solo un año antes de la ejecución del retrato. En la expresión del niño, tensa y artificial, con los ojos muy abiertos, se intuye todo el peso de las repentinas responsabilidades que debe afrontar, pero también el dolor y el miedo de encontrarse de repente sin su padre. La presencia simbólica del perro es una clara referencia a la lealtad, en este caso familiar.